# Voinești (Iași)
Pour les articles homonymes, voir Voinești.
Voinești est une commune du județ de Iași en Roumanie.

## Démographie
Lors du recensement de 2011, 85,78 % de la population se déclarent roumains et 6,1 % comme roms (8,09 % ne déclarent pas d'appartenance ethnique et 0,01 % déclarent appartenir à une autre ethnie).

## Politique
| Parti | Parti                                                 | Sièges |
| ----- | ----------------------------------------------------- | ------ |
|       | Parti social-démocrate (PSD)                          | 7      |
|       | Parti national libéral (PNL)                          | 5      |
|       | Union nationale pour le progrès de la Roumanie (UNPR) | 1      |
|       | Alliance des libéraux et démocrates (ALDE)            | 2      |